# Beautiful Soul (singolo)
Beautiful Soul è il singolo di debutto del cantante statunitense Jesse McCartney, pubblicato il 14 settembre 2004 come primo estratto dal primo album in studio omonimo.

## Descrizione
Scritto da Adam Watts e Andy Dodd, che lo hanno prodotto insieme a Greg Wells, il brano è uscito come singolo di lancio dell'album di debutto dell'artista, anch'esso intitolato Beautiful Soul. È stato trasmesso in anteprima da Radio Disney il 12 agosto 2004 prima di essere pubblicato ufficialmente come singolo.

## Video musicale
Il video del brano, diretto da Marc Webb, ha tratto ispirazione dal film Y tu mamá también - Anche tua madre, diretto da Alfonso Cuarón. Molte delle scene del video musicale sono delle emulazioni del film.

## Tracce
CD single (Europa)
1. Beautiful Soul (Album Version) – 3:26
2. Take Your Sweet Time (Sugar Mix) – 4:03

CD single (Australia e Nuova Zelanda)
1. Beautiful Soul – 3:26
2. The Stupid Things (Acoustic Version) – 4:03

CD single (Regno Unito, Europa)
1. Beautiful Soul – 3:16
2. Without U – 3:11

CD maxi single
1. Beautiful Soul (Radio Edit) – 3:15
2. Get Your Shine On – 3:11
3. Beautiful Soul (Drew Ferrante Mix) – 3:34
4. Beautiful Soul (Video) – 3:17

## Classifiche

### Classifiche settimanali
| Classifica (2005-06) | Posizione massima |
| -------------------- | ----------------- |
| Australia            | 1                 |
| Austria              | 8                 |
| Belgio (Fiandre)     | 21                |
| Germania             | 25                |
| Irlanda              | 16                |
| Italia               | 15                |
| Nuova Zelanda        | 2                 |
| Paesi Bassi          | 17                |
| Regno Unito          | 16                |
| Stati Uniti          | 16                |
| Svezia               | 37                |
| Svizzera             | 22                |

### Classifiche di fine anno
| Classifica (2005) | Posizione |
| ----------------- | --------- |
| Australia         | 19        |
| Belgio (Fiandre)  | 85        |
| Nuova Zelanda     | 13        |
| Stati Uniti       | 75        |

## Altri media
Jesse McCartney ha cantato Beautiful Soul durante l'episodio 17 della prima stagione di Zack e Cody al Grand Hotel.